# Simon Stenberg
Simon Stenberg, född 27 augusti 1987, är en svensk före detta fotbollsspelare.

## Karriär

### Tidig karriär
Stenbergs moderklubb är IF Tunabro. 2008 spelade han för Kvarnsvedens IK i Division 3 Södra Norrland.
Inför säsongen 2009 gick Stenberg till IK Brage. Den 18 april 2009 debuterade han och gjorde två mål som inhoppare i en 2–2-match mot Valsta Syrianska. Stenberg spelade totalt 16 ligamatcher och gjorde två mål under säsongen 2009. Brage blev under säsongen uppflyttade till Superettan 2010. Under säsongen 2010 gjorde han endast två inhopp.

### Kvarnsvedens IK
I juli 2010 lånades Stenberg ut till Kvarnsvedens IK. Han spelade nio ligamatcher och gjorde tre mål i Division 3 Södra Norrland 2010. Stenberg stannade kvar i klubben och spelade 20 ligamatcher och gjorde fem mål i Division 2 Norra Svealand 2011. Säsongen 2012 gjorde han 17 mål på 21 ligamatcher.
Säsongen 2013 gjorde Stenberg sju mål på 22 ligamatcher. Säsongen 2014 gjorde han åtta mål på 21 ligamatcher.

### Dalkurd FF
I november 2014 värvades Stenberg av Dalkurd FF. Han spelade 24 ligamatcher och gjorde tre mål säsongen 2015. Målen gjorde Stenberg den 25 april 2015 mot Akropolis IF (2–1-vinst), den 31 augusti 2015 mot Västerås SK (4–0-vinst) och den 18 oktober 2015 mot Vasalunds IF (2–0-vinst). Under säsongen spelade han även tre matcher i gruppspelet av Svenska cupen 2014/2015 mot Gefle IF (2–1-förlust), mot Örebro SK (1–0-förlust) och mot Varbergs BoIS (2–0-förlust).
Säsongen 2016 spelade Stenberg 20 ligamatcher. Han spelade även en match i Svenska cupen mot Täby FK (2–0-vinst).

### Återkomst i IK Brage
I november 2016 blev det klart att Stenberg återvände till IK Brage, där han skrev på ett treårskontrakt. Stenberg spelade 25 ligamatcher och gjorde två mål säsongen 2017. Målen gjorde han den 29 april 2017 mot Nyköpings BIS (3–0-vinst) och den 26 juni 2017 mot Västerås SK (2–1-vinst). Under säsongen spelade Stenberg även en match i Svenska cupen mot Åtvidabergs FF (4–1-förlust).
Efter säsongen 2019 avslutade Stenberg sin karriär.

## Karriärstatistik
| Klubb                 | Säsong             | Liga                      | Liga    | Liga | Svenska cupen | Svenska cupen | Övrigt  | Övrigt | Totalt  | Totalt |
| Klubb                 | Säsong             | Division                  | Matcher | Mål  | Matcher       | Mål           | Matcher | Mål    | Matcher | Mål    |
| --------------------- | ------------------ | ------------------------- | ------- | ---- | ------------- | ------------- | ------- | ------ | ------- | ------ |
| IK Brage              | 2009               | Division 1 Norra          | 16      | 2    | 0             | 0             | —       | —      | 16      | 2      |
| IK Brage              | 2010               | Superettan                | 2       | 0    | 0             | 0             | —       | —      | 2       | 0      |
| IK Brage              | Totalt             | Totalt                    | 18      | 2    | 0             | 0             | —       | —      | 18      | 2      |
| Kvarnsvedens IK (lån) | 2010               | Division 3 Södra Norrland | 9       | 3    | 0             | 0             | —       | —      | 9       | 3      |
| Kvarnsvedens IK       | 2011               | Division 2 Norra Svealand | 20      | 5    | 0             | 0             | —       | —      | 20      | 5      |
| Kvarnsvedens IK       | 2012               | Division 3 Södra Norrland | 21      | 17   | 0             | 0             | —       | —      | 21      | 17     |
| Kvarnsvedens IK       | 2013               | Division 2 Norra Svealand | 22      | 7    | 0             | 0             | —       | —      | 22      | 7      |
| Kvarnsvedens IK       | 2014               | Division 2 Norra Svealand | 21      | 8    | 0             | 0             | —       | —      | 21      | 8      |
| Kvarnsvedens IK       | Totalt             | Totalt                    | 84      | 37   | 0             | 0             | —       | —      | 84      | 37     |
| Dalkurd FF            | 2015               | Division 1 Norra          | 24      | 3    | 3             | 0             | —       | —      | 27      | 3      |
| Dalkurd FF            | 2016               | Superettan                | 20      | 0    | 1             | 0             | —       | —      | 21      | 0      |
| Dalkurd FF            | Totalt             | Totalt                    | 44      | 3    | 4             | 0             | —       | —      | 48      | 3      |
| IK Brage              | 2017               | Division 1 Norra          | 25      | 2    | 1             | 0             | —       | —      | 26      | 2      |
| IK Brage              | 2018               | Superettan                | 24      | 1    | 0             | 0             | —       | —      | 24      | 1      |
| IK Brage              | 2019               | Superettan                | 10      | 0    | 4             | 1             | 2       | 0      | 16      | 1      |
| IK Brage              | Totalt             | Totalt                    | 59      | 3    | 5             | 1             | 2       | 0      | 66      | 4      |
| Totalt i karriären    | Totalt i karriären | Totalt i karriären        | 214     | 48   | 9             | 1             | 2       | 0      | 225     | 49     |

1. ↑  Uppflyttningskvalmatcher mot Kalmar FF.'"`UNIQ--ref-00000005-QINU`"''"`UNIQ--ref-00000006-QINU`"'